# Kajamānu
Kajamānu (accadico; in sumerico: SAG.UŠ; lett. il "Costante") è una divinità astrale mesopotamica, corrispondente a Saturno.

## In altre tradizioni
Questa divinità compare nel testo masoretico di Amos 5,26, dove il nome è vocalizzato di proposito in modo da corrispondere al termine ebraico shiqqùts ('cosa disgustante').  Nella Settanta greca Caivan è reso Raiphan, presumibilmente il nome egiziano di Saturno. Il testo di Amos è citato anche in Atti 7,43.